# Josep Tarré i Sans
Josep Tarré i Sans (Canet de Mar, Maresme, 18 d'octubre de 1884 - 7 de maig de Vilassar de Mar, Maresme, 1957), fou un sacerdot, liturgista, historiador, escriptor i publicista català.
Va cursar la carrera eclesiàstica, ordenant-se sacerdot el 1907. Especialitzat en Ciències Litúrgiques i en Història de l'Art Cristià, es va doctorar en Sagrada Teologia el 1909. Gran part de les seves activitats va dedicar-les a les publicacions d'art i literatura cristians. Va ser director de la revista Vida Cristiana des de 1913 i de La Hormiga de Oro des de 1926, substituint el seu redactor de La Vanguardia, Eleuterio Pibernat y Miguel (1884-1926), a la defunció d'aquest. Amb anterioritat havia publicat el «Full dominical» de la diòcesi, des de 1907 fins a 1913. Va publicar, entre altres obres: Nociones de Liturgia, Los Evangelios, El Arte y la Liturgia, Eucologio (en col·laboració), Misal Romano (dos volums), El Cardenal Mercier. Va ser durant molts anys capellà de la Casa Provincial de Maternitat, i després de la Casa de Vilassar de Mar.